# Way Ched
Way Ched (웨이체드, 본명: 안병규, 1997년 5월 20일 ~ )는 대한민국의 힙합 프로듀서이다.
웨이체드는 하이그라운드 소속이었다.
그 당시에는 '8'이라는 예명으로 활동하였다.

## 작업
2016년 12월 6일, 위너의 강승윤이 주연으로 출연한 웹 드라마 '천년째 연애중' OST를 작곡 및 편곡에 참여했다.
2018년 6월 12일, EP인 [shere Feelings]를 발매했다.
2019년 5월 13일, 릴러말즈 (Leellamarz)와 작업한 싱글 'HOMESICKNESS (Feat. Leellamarz, Simon Dominic)'를 발매했다.
2019년 6월 11일, 웨이체드 (Way Ched)는 앰비션뮤직에 영입되고, 2019년 6월 14일, 첫 정규 앨범인 COMFY를 발매했다.

## 음반 목록

### 정규 앨범
- COMFY (2019.06.14)

### EP
- Share Feelings (2018.06.12)

### 싱글
- HOMESICKNESS (2019.05.13)

### 참여 음반
- 시온(xion) - 'EFG' (2019. 02. 07)
- Sik-K - '꽃 까' (2019.02.26)
- Leellamarz의 정규앨범 MARZ 2 AMBITION 수록곡 트랙 1. True, 2. 우린 시간앞에 무엇을 선택해야 할까, 7. JHONCNOW, 11. IZAKAYA, 13. PERFECT (2019.06.21)
- DOK2 - ENDXIETY (2019.06.25)
- Dingo X Ambition Musik - 비워 (Beer) (2019.06.28)

### OST
- 강승윤 - ' 너 ' (천년째 연애중 OST) (2016. 12. 06)

## 출연 작품
- Mnet 《고등래퍼 4》 프로듀서
- MBN 《Signhere》 특별 심사위원